# Sonnenuhr vor der Herzog August Bibliothek

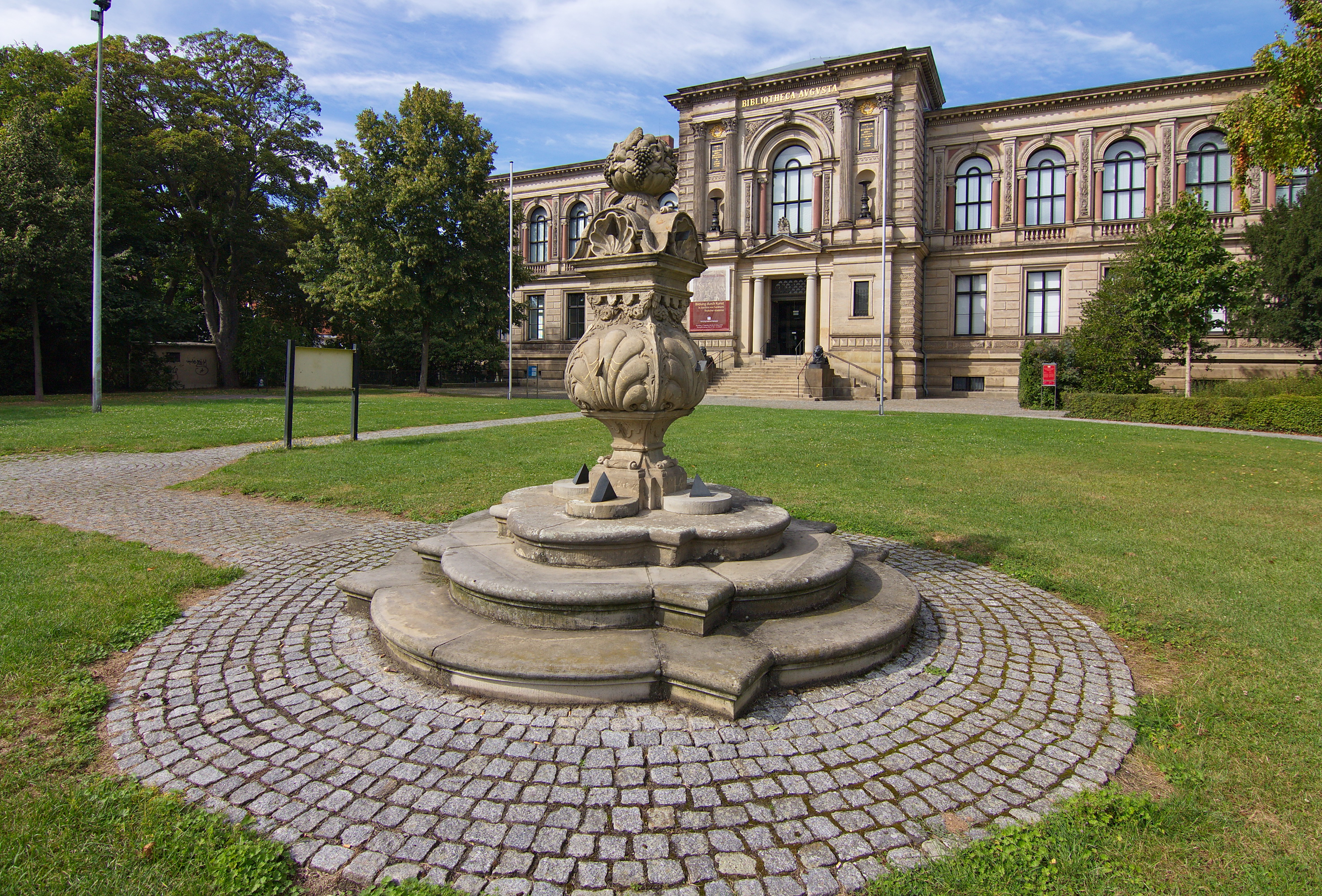
Sonnenuhr; im Hintergrund befindet sich die Herzog August Bibliothek

Die Sonnenuhr vor der Herzog August Bibliothek im niedersächsischen Wolfenbüttel ist ein spätbarockes Werk aus Sandstein mit 12 Zeitmessern. Die Sonnenuhr entstand im Jahr 1738 und befindet sich seit 1968 auf dem Lessingplatz vor der Bibliotheca Augusta, dem Hauptgebäude der Herzog August Bibliothek. Gestaltet hat sie der Mathematiker und Architekturhistoriker Johann Friedrich Penther; sie steht unter Denkmalschutz.

## Vorgeschichte

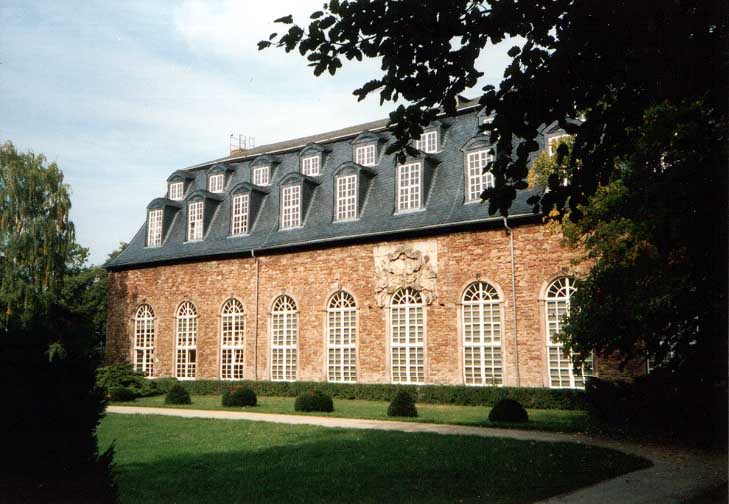
Unweit der Orangerie in Wernigerode hatte die Sonnenuhr ihren ursprünglichen Standort

Johann Friedrich Penther errichtete die aus Sandstein bestehende Sonnenuhr mit zwölf Zeitmessern in drei Ebenen. Dies geschah im Auftrag des Grafen Christian Ernst zu Stolberg-Wernigerode für den Lustgarten in Wernigerode. Zeitgenössisch wurde sie als „Sonnencompass“ oder „gnomonischer Aufsatz“ bezeichnet und am 3. August 1738 vor dem Lustschloss des Lustgartens errichtet.
Im Jahr 1790 ersteigerte die Uhr der Baron von Münchhausen aus Hedwigsburg. Dort stand sie im Innenhof des 1944 zerstörten Schlosses Hedwigsburg. Die Gutsbesitzer schenkten die Sonnenuhr der Herzog August Bibliothek in Wolfenbüttel im Jahr 1956. Die Sonnenuhr wurde anschließend umfangreich restauriert und 1968 am heutigen Standort aufgestellt, wo sie dem Philosophen und Astronomen Giordano Bruno gewidmet wurde.

## Gestaltung
Die historische Sonnenuhr erhebt sich auf einem dreistufigen Treppensockel aus Sandstein, der durch profilierte segmentbogenförmige Stufenantritte gegliedert wird. Auf dem Sandsteinsockel wurde die dreiteilige Sonnenuhr aufgestellt, die aus einem Sockel, Mittelkörper und einer Verdachung mit Obstschale besteht.
Sonnenuhrfigur
Der quadratische profilierte Sockel ist durch ein Beschlagwerk mit dem Mittelkörper verbunden, der durch vier große Jakobsmuschel-Außenschalen gestaltet wurde. Die Übergänge an den Eckkanten des Mittelkörpers wurden durch Akanthusblätter gestaltet. Auf dem Mittelkörper wurde die Verdachung aufgelegt, wobei der Übergang in Form von Girlanden und Profilen gestaltet wurde. In die vier Seiten der Verdachung wurden Jacobsmuschel-Innenseiten vertieft eingearbeitet, die ihrerseits wiederum als Sonnenuhren dienen. Bekrönt wird die gesamte Sonnenuhr durch einen Obstkorb. Da es von dem historischen Korb keine historischen Vorlagen gab, ersuchte die Herzog August Bibliothek im Jahr 1992 das in Königslutter gelegene Steinmetzzentrum Königslutter, einen Obstkorb aus Thüster Kalkstein nachzuempfinden und aus diesem Naturstein herzustellen.
Zeitzeiger
Vier der Zeitzeiger befinden sich auf dem Treppensockel aus steinernen Rundkörpern, wobei zwei erneuert werden mussten, da sie abgängig waren. Weitere vier Zeitanzeiger sind auf dem Mittelkörper der Sonnenuhr auf den Außenseiten der Jakobsmuscheln und weitere vier in der Verdachung auf den vier Jakobsmuschel-Innenseiten angebracht. Die Zeitanzeiger auf dem Treppensockel sind unterschiedlich voluminös und bestehen aus einem bläulichen Hartgestein und die auf und in den Jakobsmuscheln aus unterschiedlich geformten metallischen Zeitzeigern. Die Stundenmarkierungen sind in den Sandstein vertieft eingehauen und mit Blattgold ausgelegt.

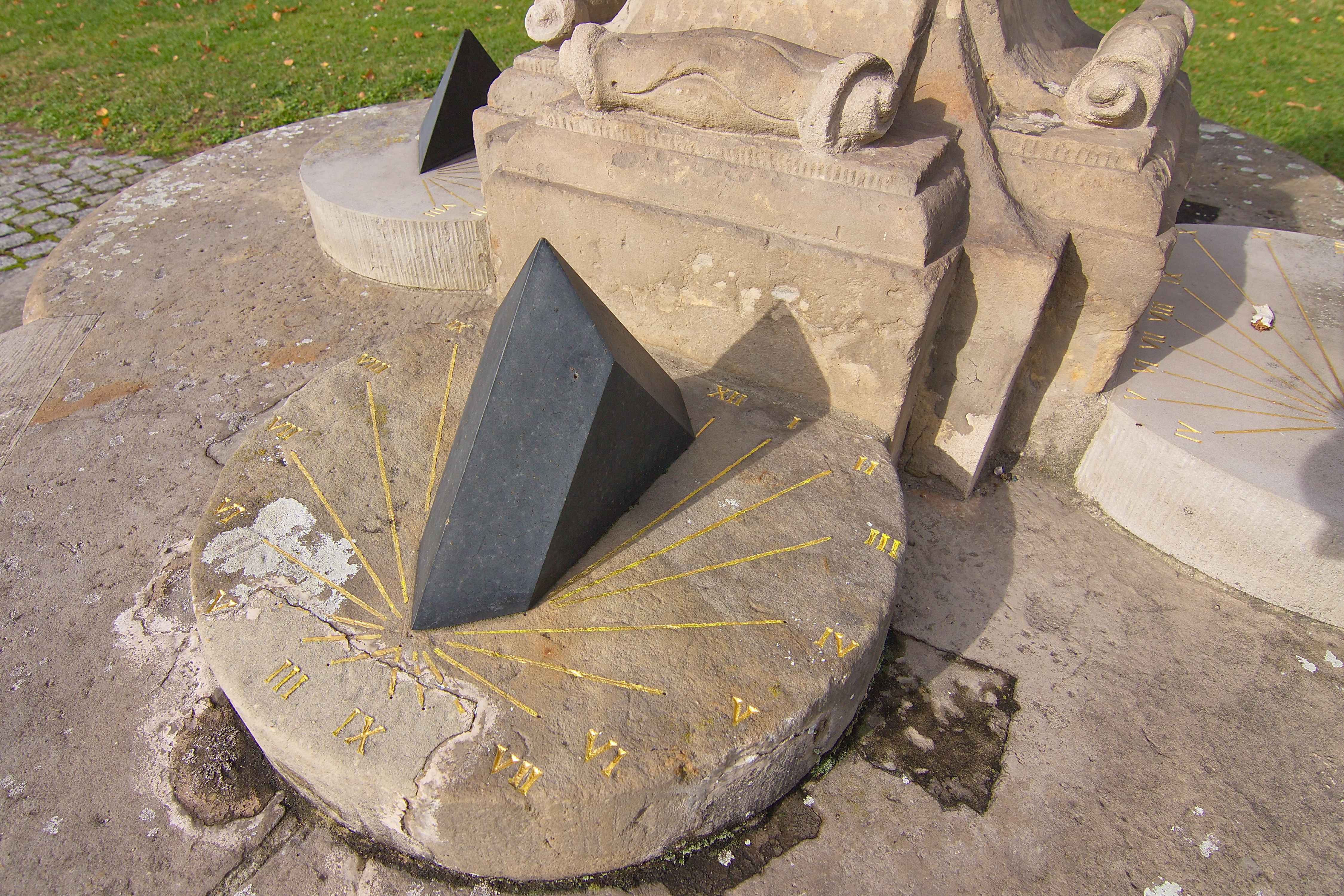
Schattenanzeiger mit Dreiecks-Grundform
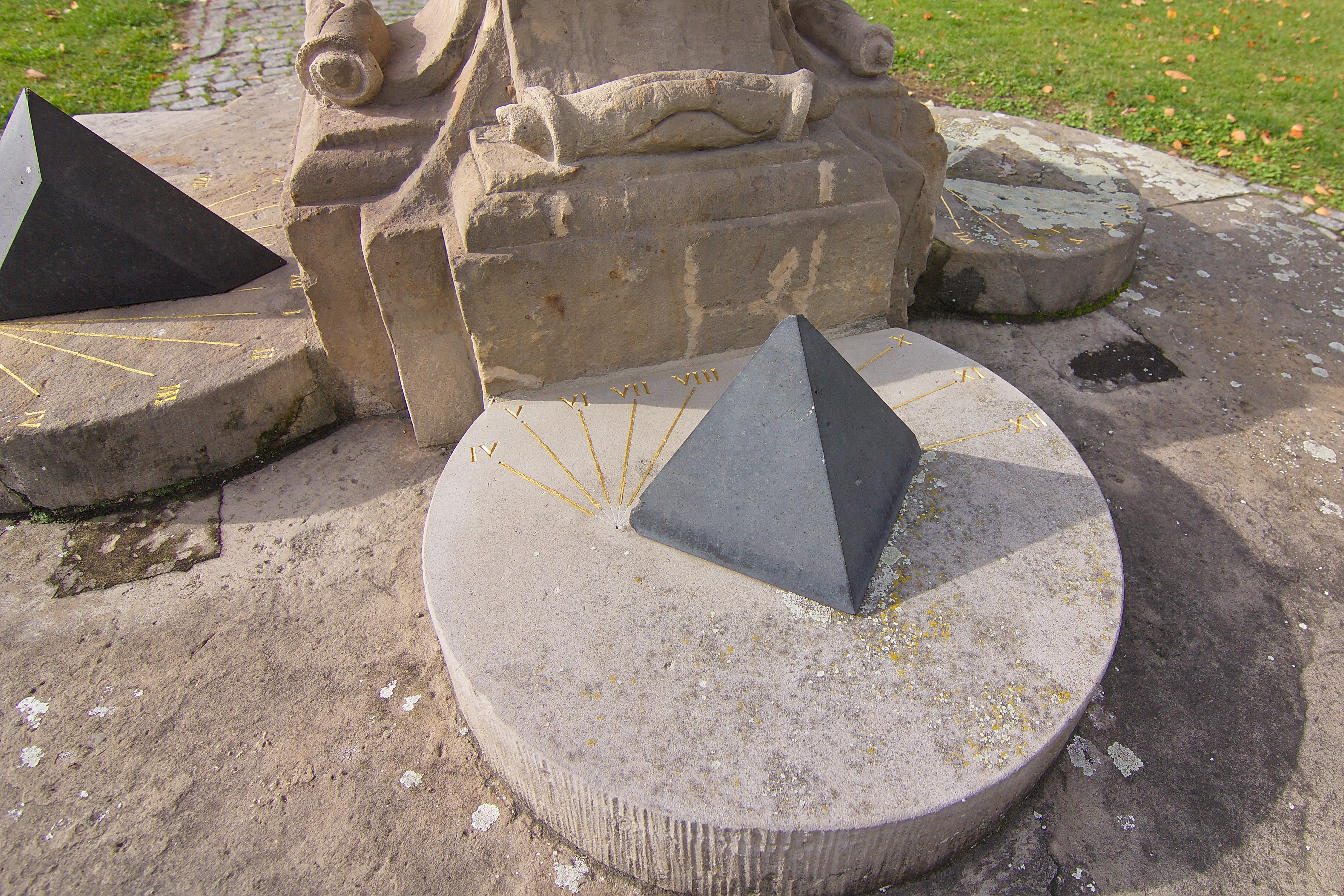
Andere Ansicht der Dreiecks-Grundform
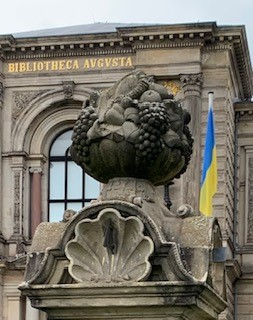
Obstkorb der Sonnenuhr, darunter eine der Jakobsmuscheln mit einem dreiecksförmigen Schattenanzeiger
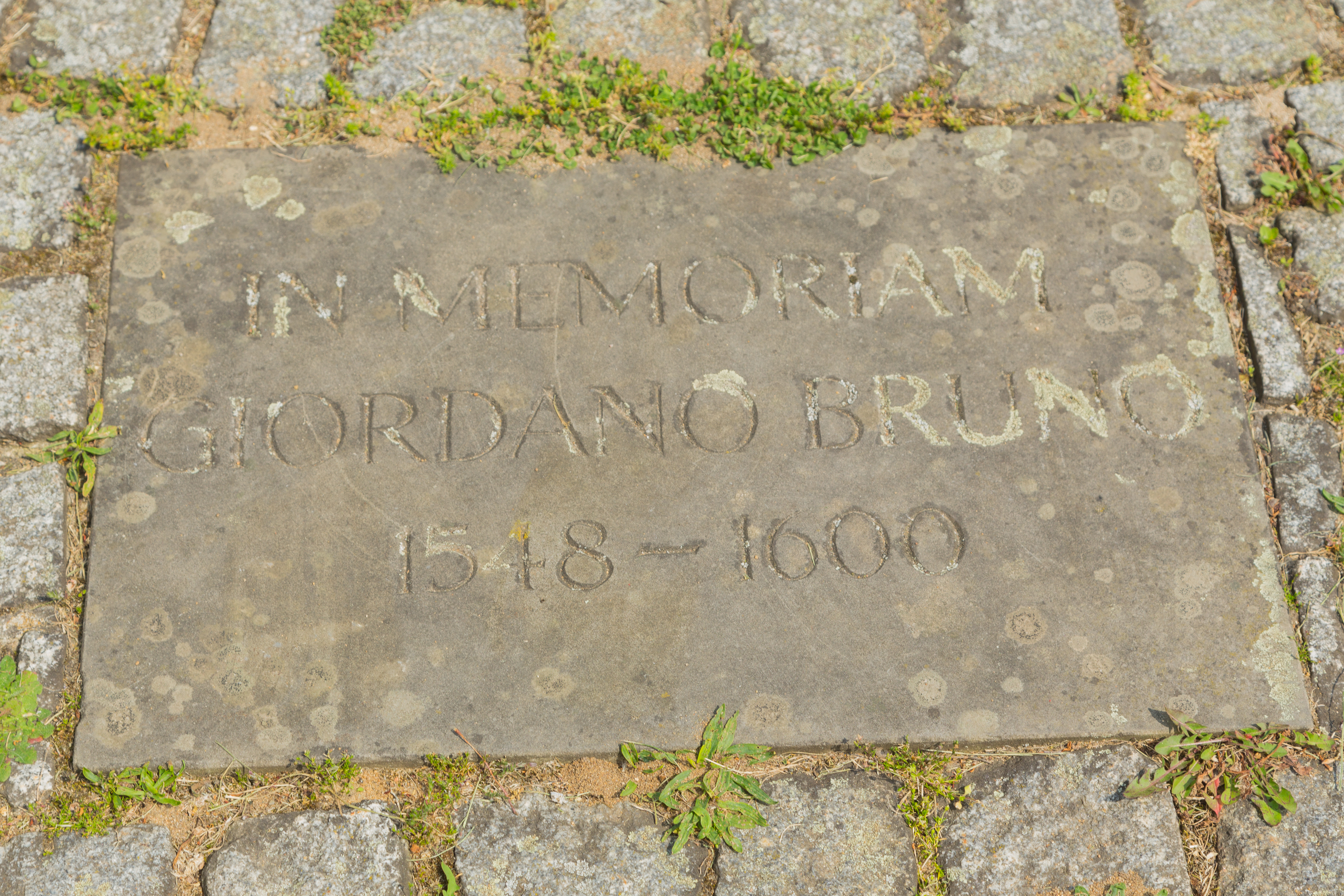
Gedenktafel vor der Sonnenuhr: Giordano Bruno

## 12 Zeitmesser
Johann Friederich Penther, der die Sonnenuhr entwarf, hatte im Jahr 1733 die Gnomonica Fundamentalis ein Lehrbuch mit 15 Kupferstichen, über die Konstruktion von Sonnenuhren in Augsburg veröffentlicht.
Die vier horizontalen und acht vertikalen Sonnenuhren haben unterschiedlichen Schattenzeiger, die erdachsparallel ausgerichtet sind. Die zwölf Zeitmesser der Sonnenuhr geben den tatsächlichen Sonnenstand am Himmel von Wolfenbüttelwieder, die sogenannte „Wahre Ortszeit“. Daneben können die Stunden der Tageszeit auf mehreren Ziffernblättern abgelesen werden. Die 360°-Uhr passt sich an die unregelmäßige Wölbung der mit Jakobsmuscheln gestalteten Uhr mit ihren Stundenmarken an. Die Stunden für die Tageszeit können auf mehreren Ziffernblättern abgelesen werden, wobei die Zeitangaben in Abhängigkeit von den astronomischen Gegebenheiten „je nach der Jahreszeit zwischen rund zwei bis 32 Minuten von der Mitteleuropäischen Zeit“ abweichen.